# Roma quadrata

Rome dans les premières années de sa fondation au

Roma quadrata (la Rome carrée en latin) est la première enceinte de la Rome antique construite sur le mont Palatin à l'endroit où Romulus aurait vu les auspices selon la légende de la fondation de Rome.

## Description
Roma quadrata  correspond à la fois à une limite religieuse (le premier Pomœrium devait correspondre à la Roma quadrata) et à une limite civile et militaire.
Les recherches archéologiques ont montré la présence de cabanes et d'habitats sédentaires (silos à grain) sur le mont Palatin datant du VIIIe siècle av. J.-C., ce qui correspond à la fondation légendaire de Rome.
Le périmètre, voire l'existence de cette enceinte, reste débattu en l'absence de vestiges probants,. Elle semble être édifiée vers la seconde moitié du VIIIe siècle av. J.-C. autour du Palatin, la plus importante et le plus stratégique des collines, et trois fois reconstruite jusqu'au VIe siècle av. J.-C..

## Sources
- (en) Cet article est partiellement ou en totalité issu de l’article de Wikipédia en anglais intitulé « Roma quadrata » (voir la liste des auteurs).